# Abia di Giuda
Abia, o Abiam, in ebraico Abiyyāhū, «Yahweh è mio padre» (fl. X secolo a.C.), è stato re di Giuda per poco meno di tre anni, dal 913 al 911 a.C..
Figlio di Maaca e del suo sposo Roboamo, figlio di Salomone, alla morte del padre succedette al trono divenendo il secondo Re di Giuda, ed il quarto re della casa di Davide.
Fin dall'inizio si impegnò nel tentativo di persuadere le dieci tribù di Israele a prestare fedeltà alle loro promesse,
ma i suoi sforzi con gli abitanti del Regno di Samaria, confinante a settentrione, non furono coronati da successo.
Nell'anno diciottesimo di regno di Geroboamo I di Israele,
Abbia decise di marciare col proprio esercito a nord per ripristinare i confini precostituiti ed esistenti al tempo di re Davide.
Diede prova della sua abilità militare, combattendo davanti Giuda, con quattrocentomila uomini scelti, Geroboamo, re d'Israele, a sua volta con un esercito grande due volte tanto. Gli ottocentomila uomini di quest'ultimo aggirarono l'esercito di Giuda con un agguato per colpirli alle spalle: gli Israeliti da attaccanti divennero gli attaccati e, dopo le forti grida emesse dal popolo di Giuda, fuggirono lasciando sul campo cinquecentomila uomini.
A seguito della disfatta sul monte Zemaraim, Abia continuò la guerra finché non fu completato il ripristino a nord degli antichi confini del Regno di Giuda, espugnando le città israelitiche di Iesana (Jeshanah), Ophrah (et-Taiyibeh) e Betel.
Secondo il Secondo Libro delle Cronache (2 Cr 13:21), Abia sposò quattordici donne che gli diedero ventidue figli e sedici figlie. Morì per cause naturali e venne seppellito nella Città di David. Gli succedette il figlio Asa di Giuda.